# Љамна де Жос (Долж)
Љамна де Жос (рум. Leamna de Jos) насеље је у Румунији у округу Долж у општини Буковац. Oпштина се налази на надморској висини од 79 m.

## Становништво
Према подацима из 2002. године у насељу је живело 318 становника, од којих су сви румунске националности.